# Індостанська плита

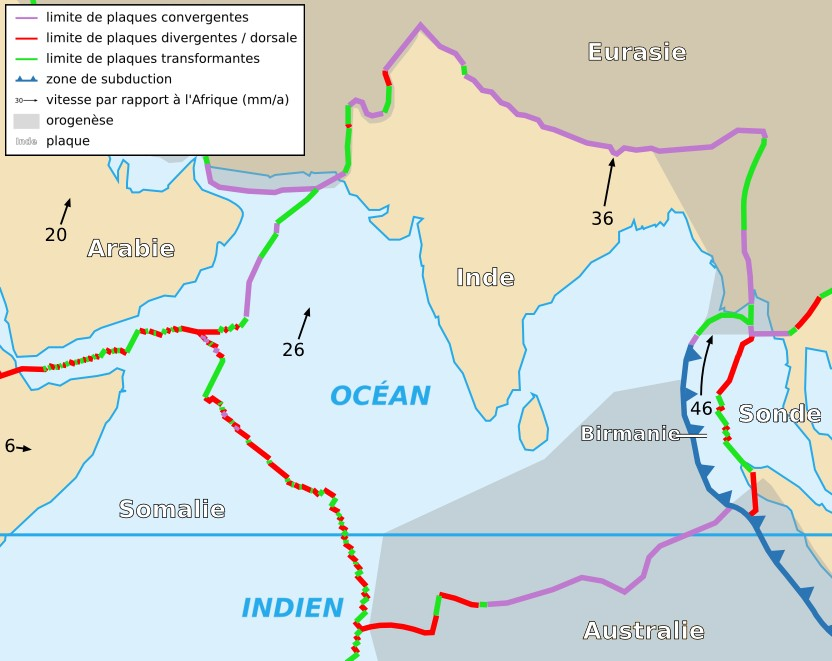
Мапа Індостанської плити

Індостанська платформа, Індостанська плита — одна з найдавніших (докембрійських) платформ на Землі, займає більшу частину п-ова Індостан (басейни річок Ганг, Інд та Брахмапутра) до підніжжя Гімалаїв та о. Шрі-Ланка. 
У фундаменті переважають архейські утворення — гранітоґнейси, зелено-кам’яні вулканогенно-осадові товщі, високометаморфізовані кристалічні сланці.
Це невелика тектонічна плита. Спочатку вона була частиною стародавнього континенту Гондвана, але з часом відокремилась. Близько 50–55 мільйонів років тому Індійська плита об'єдналася з сусідньою Австралійською плитою. Зараз вона є частиною великої Індо-Австралійської плити, і включає субконтинент Індія і частину басейну під Індійським океаном. 
Близько 90 мільйонів років тому осколок, що раніше відокремився від Гондвани, розколовся на Мадагаскарську й Індостанську плити. Остання почала рух на північ зі швидкістю близько 20 см/рік. В еоцені, 50–55 мільйонів роки тому, вона зіштовхнулася з Євразійською плитою. До того Індостанська плита подолала відстань від 2000 до 3000 км і рухалась швидше, ніж будь-яка інша відома плита. У 2007 році німецькі геологи визначили причину чому Індостанська плита рухалася так швидко. Вона має половину потужності за товщиною у порівнянню з іншими плитами, які колись складали Гондвану.
Зона зіткнення з Євразійською плитою пролягає вздовж кордону між Індією й Непалом, там утворилися плато Тибет і Гімалаї. Індостанська плита зараз рухається на північ зі швидкістю 5 см/рік, а Євразійська плита рухається на північ зі швидкістю лише 2 см/рік. Це призводить до деформації Євразійської й Індостанської плит (стискання 4 мм/рік). Цей процес почався близько 60 мільйонів років тому, коли Індостанська плита зіткнулася з Євразійською, формуючи Гімалайські гори. Нині Індостанська плита повільно розшаровується, зсуваючись під Євразійську, і цей процес може призвести до поділу плити прямо під Тибетом. До цих висновків дійшла група міжнародних дослідників.[прояснити]

## Див також
Пацифіда
Лемурія